# Sauce gribiche

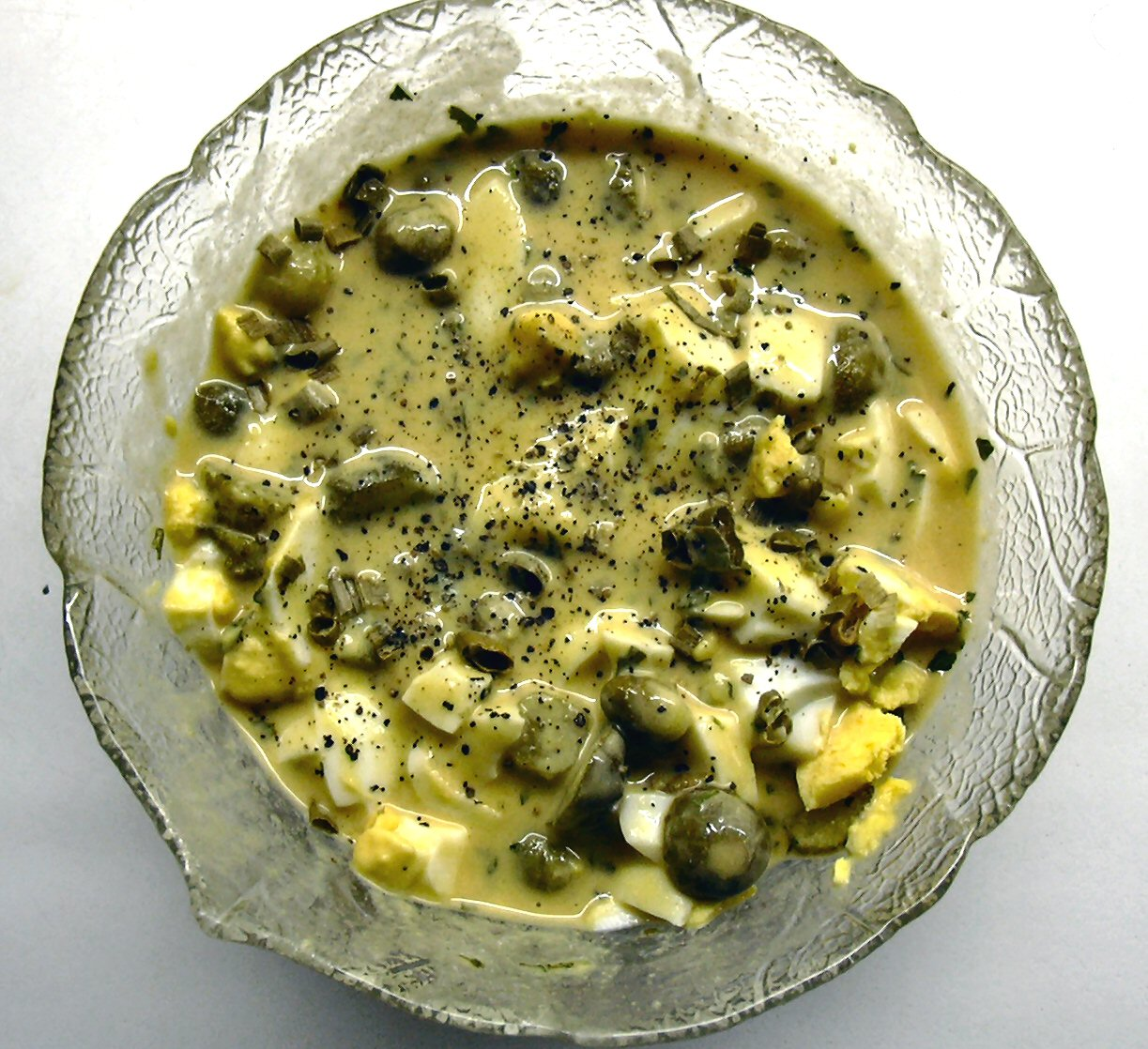
Sauce gribiche

Sauce gribiche ist eine kalte Sauce der traditionellen französischen Küche mit betont pikant-würzigem, leicht säuerlichem Geschmack. 
Zutaten sind hartgekochtes Ei, Kapern, Gewürzgurken, Senf, Essig, Öl sowie Kräuter wie Estragon oder Kerbel. Zur Zubereitung werden die Eigelbe sehr fein gehackt oder durch ein Sieb passiert, dann mit Senf und Essig verrührt und mit Öl zu einer Emulsion aufgeschlagen. Die fein gehackten Gurken, Kapern und Kräuter sowie das gehackte oder in Streifen geschnittene Eiweiß werden am Ende untergehoben.
Die Sauce wird gerne zu Kalbskopf oder Sülzen gegessen. Sie kann aber auch zu warmem oder kaltem Fisch, Krebsen oder anderen Schalentieren serviert werden.